# Мосальськ
Мосальськ — місто в Росії, районний центр Мосальського району Калузької області.

## Географія
Розташований на заході Калузької області, за 18 км від автотраси Москва — Рославль, за 42 км від залізничної станції Барятинська, за 80 км на захід від Калуги.

## Історія
Перша згадка датується 1231 роком, коли місто, у той час називалося Масальський, входило в Чернігівське князівство. Пізніше стало головним містом Мосальського князівства.
На початку XV століття перебувало під владою Литви. Зайняте військами Івана III в 1493. На початку XVI століття остаточно увійшло до складу Московського царства.

## Уродженці
- Воронін Альберт Миколайович (* 1933) — український фахівець у галузі кібернетики, доктор технічних наук, професор.